# Kevin Mulligan
Pour les articles homonymes, voir Mulligan.
Kevin Mulligan, né le 23 juin 1951 à Shifnal (Shropshire), en Grande-Bretagne, est un philosophe britannique et irlandais de tradition analytique. Il est professeur de philosophie à l'Université de Genève et à l'Université de la Suisse italienne, ainsi que membre de l'Académie royale suédoise des lettres et de l'Academia Europaea.  

## Biographie
Kevin Mulligan fait ses études à l'Université de Cambridge, de Tübingen et de Manchester. À l'Université de Manchester, il effectue une thèse de doctorat sur la représentation et l'ontologie dans la philosophie austro-allemande sous la direction de Wolfe Mays.    
Il devient professeur ordinaire de philosophie à l'Université de Genève à partir de 1986. Il en dirige ensuite le département par trois fois : entre 1987 et 1991, entre 1994 et 1995, et, enfin, entre 2010 et 2015.   
En 1991, il co-fonde Société européenne de philosophie analytique.   
À partir de 2007, il est membre de Academia Europa.    
Depuis 2016, il est professeur et directeur de recherche à l'Université de la Suisse italienne. Ses travaux portent entre autres sur la métaphysique et la philosophie de l'esprit.   

## Publications
En français
- Décrire: la psychologie de Franz Brentano, Corédigé avec Olivier Massin, Éditions Vrin, 2021.
- Wittgenstein et la philosophie austro-allemande, Éditions Vrin, 2012.
- “Ironie, valeurs cognitives et bêtise” in Philosophiques Vol. 35, No. 1, Les valeurs de l’ironie, ed. Pascal Engel, 2008, 89-107.
- La Philosophie autrichienne de Bolzano à Musil : Histoire et Actualité, Corédigé avec Jean-Pierre Cometti, Éditions Vrin, 2002
- Les nationalismes, Codirigé avec Bernard Baertschi, Presses Universitaires de France, 2002.
- « Valeurs et Normes Cognitives » in Magazine Littéraire n°361, janvier 1998, p. 78-79.
- Wittgenstein analysé, Éditions Chambon, 1993.  (ISBN 978-2877110877)

En anglais
- “Thrills, Orgasms, Sadness & Hysteria: Austro-German Criticisms of William James”, Thinking about the Emotions: A Philosophical History, eds. A. Cohen & R. Stern, Oxford  University Press, 2017, 223-252.

En italien
- Anatomie della stoltezza, Éditions Jouvence, 2016.  (ISBN 978-88-7801-547-0)[6]

En allemand
- Robert musil: ironie, satire, falsche gefühle, Éditions Mentis, 2009.